# Tricentrus pseudocornis
Tricentrus pseudocornis är en insektsart som beskrevs av William D. Funkhouser. Tricentrus pseudocornis ingår i släktet Tricentrus och familjen hornstritar. Inga underarter finns listade i Catalogue of Life.